# Арапов Віталій Федорович
Віталій Федорович Арапов (15 вересня 1927, село Аргамаково, тепер Бєлінського району Пензенської області Російська Федерація — 23 грудня 1995, Москва) — радянський військовий діяч, генерал-полковник, начальник Політуправління Київського військового округу. Депутат Верховної Ради УРСР 11-го скликання. Член ЦК КПУ в 1986—1990 роках. Член ЦК КП Казахстану в 1981—1984 роках.

## Біографія
Народився в селянській родині. З 1939 року працював у колгоспі, з 1941 року — тракторист. Закінчив середню школу.
З січня 1945 року служив у Радянській армії. Учасник німецько-радянської війни.
У 1951 році закінчив Ташкентське танкове училище.
З 1951 року — командир взводу 1-ї кулеметно-артилерійської дивізії (дислокувалася на військово-морській базі Порккала-Удд 8-го ВМФ), помічник начальника штабу полку там же.
Член КПРС з 1953 року.
З 1957 року — заступник командира батальйону з політичної частини, секретар партійного бюро полку, заступник командира полку з політичної частини, начальник політичного відділу дивізії, заступник начальника політичного відділу армії, член Військової Ради — начальник політичного відділу 7-ї гвардійської армії Закавказького військового округу (армія дислокувалася на території Вірменської РСР).
У 1965 році закінчив Військово-політичну академію імені Леніна. У 1971 році закінчив Військову академію Генерального штабу Збройних Сил СРСР.
До 1980 року — 1-й заступник начальника Політичного управління Північно-Кавказького військового округу.
У грудні 1980 — жовтні 1984 року — член Військової Ради — начальник Політичного управління Червонопрапорного Середньоазіатського військового округу.
У жовтні 1984 — червні 1987 року — член Військової Ради — начальник Політичного управління Червонопрапорного Київського військового округу.
У 1987—1991 роках — 1-й заступник начальника Головного управління кадрів Міністерства оборони СРСР.
З 1992 року — у відставці в місті Москві. Похований на Кунцевському цвинтарі.

## Звання
- генерал-лейтенант (4.04.1981)
- генерал-полковник (17.02.1987)

## Нагороди
- Орден Червоної Зірки
- Орден «За службу Батьківщині в Збройних Силах СРСР» ІІ ст.
- Орден «За службу Батьківщині в Збройних Силах СРСР» ІІІ ст.
- Медаль «За бойові заслуги»
- медаль «За військову доблесть. В ознаменування 100-річчя з дня народження Володимира Ілліча Леніна» (1970)
- Медаль «За перемогу над Німеччиною у Великій Вітчизняній війні 1941—1945 рр.»
- Медаль «20 років перемоги у Великій Вітчизняній війні 1941—1945 рр.»
- Медаль «30 років перемоги у Великій Вітчизняній війні 1941—1945 рр.»
- Медаль «40 років перемоги у Великій Вітчизняній війні 1941—1945 рр.»
- Медаль «Ветеран Збройних сил СРСР»
- Медаль «За зміцнення бойової співдружності»
- Медаль «За освоєння цілинних земель»
- Медаль «За будівництво Байкало-Амурської магістралі» (7.05.1990)
- Медаль «30 років Радянській Армії та Флоту»
- Ювілейна медаль «40 років Збройних Сил СРСР»
- Ювілейна медаль «50 років Збройних Сил СРСР»
- Ювілейна медаль «60 років Збройних Сил СРСР»
- Ювілейна медаль «70 років Збройних Сил СРСР»
- Медаль «За бездоганну службу» 1-го і 2-го ступенів